# Arvandus
Arvandus est un personnage de la Gaule du Ve siècle, qui fut préfet du prétoire des Gaules à deux reprises (464-465 et 467-468). Accusé de haute trahison en 468, il est jugé à Rome et, échappant à la mort, il est exilé.

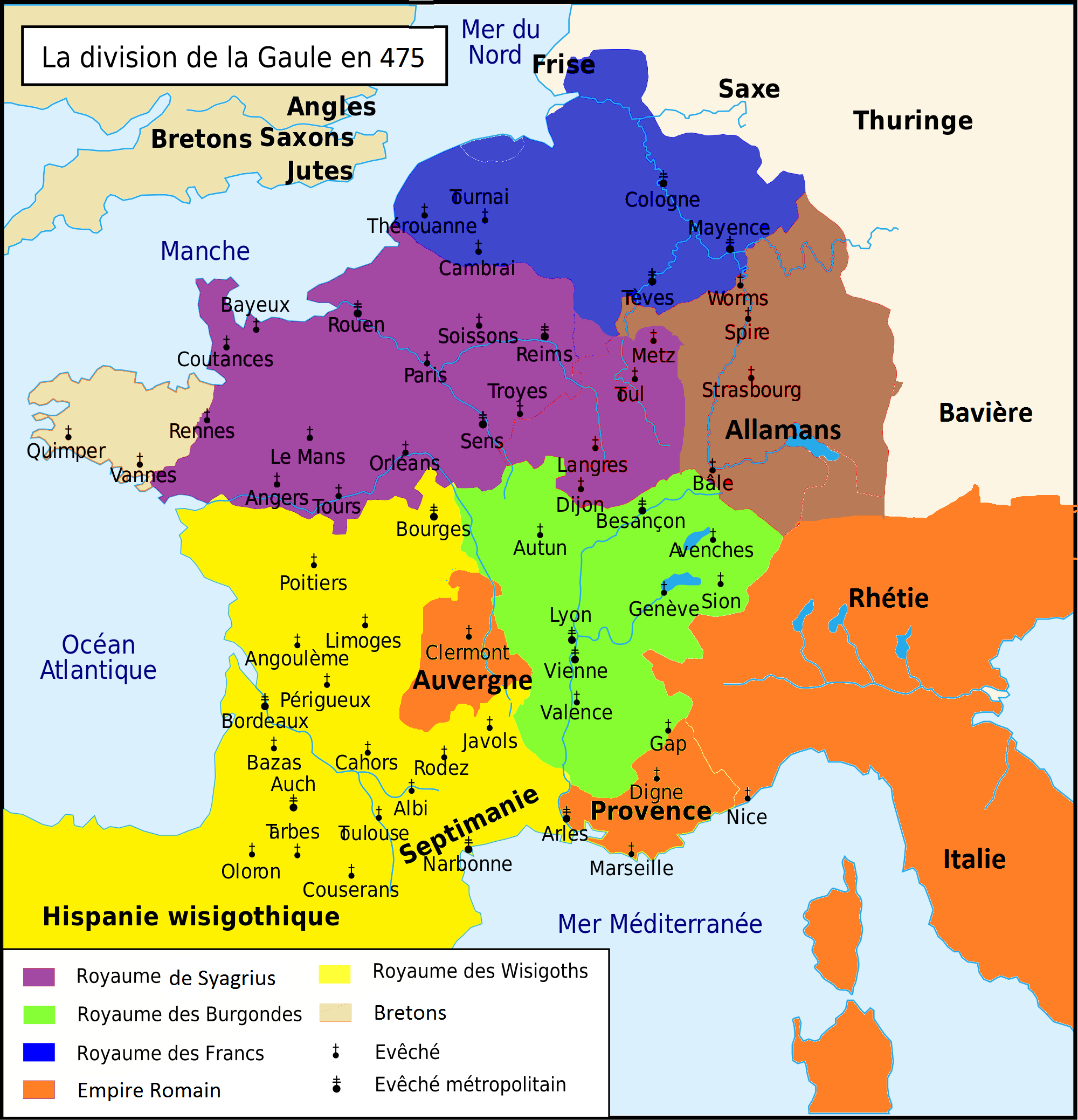
Situation géopolitique des Gaules en 475, avant l'incorporation au royaume des Wisigoths de l'Auvergne, dernier bastion romain, et de la Provence entre 471 et 476.

## Biographie
Nommé préfet du prétoire des Gaules en 464 par Libius Severus et Ricimer jusqu'en 465, puis à nouveau de 467 à 468 par le nouvel empereur Anthemius, il fut apprécié lors de son premier mandat mais haï lors du second.
Il avait comme beaucoup d'autres avant lui déjà une position difficile entre les puissants royaumes barbares établis en Gaule et l'empire d'Occident réduit à l'Italie et en Gaule à la Provence et à l'Auvergne après la sécession d'Ægidius en 461.
En effet, en 461, en Italie, le patrice Ricimer fait exécuter l'empereur Majorien et proclame Libius Severus nouvel empereur. Le général gallo-romain Ægidius, un des plus fidèles amis de Majorien qui l'avait aidé à accéder à la tête de l'Empire romain d'Occident, refuse alors de reconnaître Libius Severus et se rend indépendant en Gaule du Nord. En réaction Ricimer nomme le comte Agrippinus magister militum per Gallias. Ce rival d'Ægidius livre alors Narbonne en 462 aux Wisigoths, définitivement maîtres du nord de l'Espagne après la bataille de Carthagène perdue en 460 par Majorien contre le roi des Vandales Genséric qui avait détruit la flotte romaine.
Ægidius poursuit la lutte pour son propre compte contre les Wisigoths de Théodoric II qu’il bat près d’Orléans en 463 comme le relate Grégoire de Tours, en parvenant aussi à leur reprendre Tours, mais il échoue à prendre Chinon.
Pendant le mois de mai 464, Ægidius envoie une ambassade auprès de Genséric, dans le but de former une alliance avec les Vandales contre Ricimer ou les Wisigoths. Cette alliance ne verra pas le jour puisque le maître de la milice meurt à la fin de l'année 464,, sur ordre de Ricimer, soit empoisonné, soit tué dans un guet-apens, laissant le commandement à son fils Syagrius, avec le soutien du comte Paul sur la Loire ; tandis qu'en 465, la mort de l'empereur Libius Severus est suivie d'un interrègne de 2 ans, que la même année le roi des Francs Childéric revient de 8 ans d'exil en Thuringe et qu'à la mort de Théodoric en 466, son fils Euric rompt le fœdus avec Rome dès son avènement et se déclare à son tour indépendant.
En 468 fut révélée une lettre dans laquelle Arvandus conseillait à Euric roi des Wisigoths de rejeter le nouvel empereur Anthémius imposé en 467 par Constantinople et d'attaquer les Bretons alliés de Rome, de l'autre côté de la Loire. La lettre prétendait que la Loi des Nations réclamait une division de la Gaule entre les Wisigoths et les Burgondes. Emmené enchaîné et accusé à Rome même par des notables gaulois, dont Tonantius Ferreolus, il fut mis en accusation et le procès aurait dû être conduit par Sidoine Apollinaire, mais il démissionna et plaida la clémence pour son ami. Arvandus fut déclaré coupable, dépouillé des privilèges liés à sa fonction et emprisonné dans l'attente de son exécution. Il dut à l'intervention de ses amis dont Sidoine Apollinaire, par lequel on connaît l'affaire (Ep. I, 7, 1-13), de ne pas être mis à mort mais seulement exilé : "Sur ordre d'Anthemius, Arvandus, qui avait tenté de devenir empereur fut exilé" ("Arabundus imperium temptans iussu Anthemii exilio deportatur").
Cassiodore affirme que les intentions d'Arvandus étaient de diviser l'empire et de prendre le pouvoir. Il se pourrait qu'Arvandus espérait devenir empereur avec l'aide des Gaulois et des Wisigoths, de la même manière que lors de la tentative précédente d'Avitus. Dans ce cas il fut déçu de ne recevoir aucun support de la part de l'aristocratie gauloise, peut être en raison du manque de prestige de sa naissance. Mais la grande majorité des Gaulois avaient appris de l'exemple d'Avitus et réalisé que de telles aventures étaient vaines.
En 469, les Bretons du roi Riothamus (Ambrosius Aurelianus selon Léon Fleuriot) débarquent alors sur la Basse-Loire avec une troupe estimée à douze mille hommes, pour secourir l'empereur Anthémius. Mais Euric, qui s'empare de Bourges, les vainc à Déols au bout de deux jours de combat et les empêche de rejoindre les troupes romaines d'Anthemius. Les survivants bretons se réfugient dans les royaumes burgondes et Euric s'empare de Tours en 470, que le comte Paul et les Francs parviennent à reprendre. Odovacrius (Eadwacer ou Adovacrius), venu probablement de Bretagne par mer avec une bande de pirates au début des années 460 et qui avait fini par contrôler toute la Basse-Loire menace alors Angers avec ses Saxons. Childéric arrive le jour suivant et prend la ville et le comte Paul aurait alors été tué, puis les Romains poursuivirent et massacrèrent les Saxons tandis que leurs îles furent prises et saccagées par les Francs, ainsi que le relate Grégoire de Tours (Dix livres d'histoire, II, 18 et 19).

« Les Bretons furent chassés de Bourges par les Goths, qui en tuèrent un grand nombre près du bourg de Dol. Le comte Paul, avec les Romains et les Francs, fit la guerre aux Wisigoths, sur lesquels il fit un grand butin. Odovacrius étant venu à Angers, le roi Childéric arriva le jour suivant, et ayant [été] tué le comte Paul, il s’empara de la ville. Ce jour-là l’église fut consumée par un grand incendie. (trad. de II, 18 par François Guizot) »

Alors que l'Auvergne était à son tour menacée, les troupes romaines de renfort conduites par Anthemiolus, le fils de l'empereur Anthémius, furent battues à Arles vers 471 par Euric et Anthémiolus tué avec ses trois généraux, Thorisarius, Everdingus et le comes stabuli Hermianus. Ce fut la dernière expédition de l'armée romaine au nord des Alpes.
Après qu'en 475, le nouvel empereur Julius Nepos avait dû reconnaître la souveraineté d'Euric sur la Gaule en deçà de la Loire et du Rhône, en lui cédant l'Auvergne pour obtenir son retrait de Provence, en entrainant la prise d'Arvernum (Clermont-Ferrand) défendue par le sénateur Ecdicius et son beau-frère Sidoine Apollinaire, évêque de la cité depuis 471 ; Odoacre, devant le refus du patrice Oreste, nouveau magister militum (commandant suprême) de l'armée romaine, d'accorder des avantages similaires aux peuples barbares alliés de Rome en Italie, mit fin en 476 à l'Empire romain d'Occident, en déposant son fils l'empereur Romulus Augustule. Euric conquiert alors Marseille en 476 et récupère également la Provence.